# Dance with Dirt

Dance with Dirt er et dansk rockband fra Nordjylland. De er vindere af P3s Karrierekanonen 2012, og blev desuden kåret til Månedens Demo i musikmagasinet Gaffa august 2010.

Deres lyd bliver af Karrierekanonens jury beskrevet som "[...] ufortyndet rock tilsat en håndfuld nordisk melankoli, sprød stemme og nærvær."

Bandet består af: Magnus Jacobsen (vokal og guitar), Kristoffer Veirum (guitar og vokal), og Jonathan Lyby (bas og vokal) og Mikkel Frej Eriksen (trommer), der i 2014 erstattede bandets tidligere trommeslager, Jess Gertsen 
Dance with Dirts debutalbum, "WE ARE DANCE WITH DIRT" udkom i Danmark d. 18. februar og i Tyskland d. 22. februar 2013.

## Historie

### Fra Aalborg til KarriereKanonen (2008-2012)
Dance With Dirt blev dannet i Aalborg i 2008, hvor medlemmerne mødtes igennem kontaktannoncer og opslag på byens hovedbibliotek. Udgangspunktet var den klassiske, hårde rock med rødder i Guns'n'Roses og Velvet Revolver. De spillede deres debutkoncert på Rock Nielsen i Jomfru Ane Gade den 18. april 2008. Senere på året fulgte EP'en Move to the Offbeat, som blev udgivet af bandet selv. Det blev fejret med en udgivelsesfest på Det Hem'lige Teater i Aalborg den 6. september 2008. En tidlig anmeldelse fra et lokalt web-magasin skrev om Move to the Offbeat: "Her er ingen kunstige trends eller popsmarte påfund; Dance With Dirt koncenterer sig om at spille.".
Dance With Dirt spillede en række koncerter gennem 2008, bl.a. Stengade 30 i København, Aalborg Studenterhus og Posten i Odense. De deltog også i årets Emergenza, hvor de i første omgang gik videre fra indledningsrunden på Aarhus Studenterhus til Voxhall. Herfra gik de dog ikke videre.
I 2009 begyndte bandet at eksperimentere med musikken og åbne for nye virkemidler. Det førte til den legende EP Drink the Juice, som de indspillede i et sommerhus ved Mariager Fjord. Den blev udgivet den 6. marts med en udgivelsesfest på Baghuset i Aalborg, hvor bandet på det tidspunkt havde deres øvelokale. Stilskiftet til trods blev Drink the Juice mødt med positive ord: "Derfor må jeg tage hatten af for, at DWD også kan overbevise, når de retter lidt på den musikalske kurs.".
I sommeren 2010 indspillede Dance With Dirt selv den selvbetitlede EP Dance With Dirt i Baghusets studie. Den gik imidlertid ubemærket hen.
I slutningen af juni 2011 samledes Dance With Dirt på en afsidesliggende gård i Hadsund for at skrive nye sange. Under en uges ophold i vildmarken skrev de bl.a. sangene "Flush", "In the City", "Screensaver" og "Amputations". De bookede dernæst tid i Dead Rat Studios i Aarhus ved Jakob Bredahl, og i ugen op til jul 2011 indspillede de "Flush", "In the City" og "Screensaver".
De færdige sange kom tids nok til, at bandet kunne nå at tilmelde sig P3s KarriereKanonen i januar 2012. Her blev de valgt ud af 908 øvrige ansøgere.De spillede et finaleshow for Karrierekanonens jury på V58 i Aarhus den 23. marts 2012, og få dage senere blev de kåret som én af årets tre vindere sammen med Djames Braun og Kaliber. 
Som en del af sejren spillede årets SPOT Festival samt Smukfest 2012 på Campingscenen.

### Debutalbum: "We Are Dance With Dirt"
Dance With Dirt vendte tilbage til Dead Rat Studios i starten af 2013 for at færdiggøre deres debutalbum. Udover "Flush", "In the City" og "Screensaver" kom pladen til at bestå af otte andre sange - heriblandt en fornyet udgave nummeret "Girls", gentænkt i samarbejde med musikeren Frederik Valentin (Rock Hard Power Spray, Vomit Supreme, Universal Complicated Cum).
Med albummet i baghånden fik de en distributionsaftale med det danske pladeselskab Target samt Pop Up Records i Tyskland, som distribuerer til Tyskland, Østrig og Schweiz. 
Pladen udkom henholdsvis den 18. februar i Danmark og den 22. i Tyskland, Østrig og Schweiz til blandede anmeldelser. 

### Dance With Dirt 2013-2014
Efter udgivelsen af debutalbummet fortsatte bandet ivrigt med at spille live-koncerter. Et velmodtaget show på Tallinn Music Week i april 2013 førte til en booking på Rock For People i Tjekkiet senere samme år, hvor bandet optrådte med navne som Foals og Queens of the Stone Age.
Bandet takkede også ja til at medvirke på ROSAs efterskoleturné Arkiveret 18. marts 2017 hos  Wayback Machine og bookede selv weekenderne ind på regionale spillesteder i de tre uger, som turnéen varede. Det blev startskuddet på et samarbejde med utallige efterskoler i de følgende år. 
I slutningen af august 2013 indfandt bandet sig i Esbjerg for at indspille en ny single, "Coming Home", i studie tilhørende Kellermensch-frontmand Sebastian Wolff. Denne single-version udkom i 2014, hvor den blandt andet blev spillet på radiostationen MyRock Radio.
I begyndelsen af 2014 skiltes bandets tre øvrige medlemmer med trommeslager Jess Gertsen. For at overholde i forvejen bookede jobs fik bandet assistance af en række trommeslagere, såsom Mathias Pedersen Smidt (I'll Be Damned), Adam Løvsø (TurboChild) og Asger Bjørk (Boho Dancer). 